# Lộc Đỉnh ký (phim truyền hình 2008)
Lộc Đỉnh ký (tiếng Trung: 鹿鼎記) là bộ phim truyền hình Trung Quốc do Trương Kỷ Trung và Hoa Nghị huynh đệ sản xuất, chuyển thể từ tiểu thuyết cùng tên của nhà văn Kim Dung. Bộ phim gồm 50 tập, được phát sóng trên Đài truyền hình Giang Tô vào năm 2008, sau đó được phát sóng trên Đài truyền hình TVB của Hồng Kông và nhiều nước khác.

## Diễn viên
Việc lồng tiếng do các kỹ thuật viên TVB thực hiện.

### Gia đình Vi Tiểu Bảo
- Huỳnh Hiểu Minh: Vi Tiểu Bảo (lồng tiếng: Tô Cường Văn)
  - Vương Thành Dương: Vi Tiểu Bảo (lúc nhỏ)
- Hồ Khả: Tô Thuyên (lồng tiếng: Lục Huệ Linh)
- Hà Trác Ngôn: Song Nhi (lồng tiếng: Lâm Nguyên Xuân)
- Ứng Thể Nhi: A Kha (lồng tiếng: Trịnh Lệ Lệ)
- Thư Sướng: Kiến Ninh công chúa (lồng tiếng: Tăng Bội Nghi)
- Lưu Tư: Phương Di (lồng tiếng: Trần Khải Đình)
- Lý Phi Nhi: Tăng Nhu (lồng tiếng: Tăng Tú Thanh)
- Lưu Vân: Mộc Kiếm Bình (lồng tiếng: Trương Tụng Hân)
- Mã Linh: Vi Xuân Phương (lồng tiếng: Hoàng Lệ Phương)
- Trương Khải: Vi Đồng Trùy
- Lệ Thần: Vi Hổ Đầu (lồng tiếng: Thẩm Tiểu Lan)
- Kim Văn Đình: Vi Song Song (lồng tiếng: Lương Thiếu Hà)

### Hoàng cung
- Chung Hán Lương: Khang Hy (lồng tiếng: Hoàng Khải Xương)
  - Sử Lỗi: Khang Hy (lúc nhỏ)
- Cao Viễn: Thái hậu (lồng tiếng: Hoàng Ngọc Quyên)
- Từ Cẩm Giang: Ngao Bái (lồng tiếng: Trương Bính Cường)
- Trương Vĩnh Kiện: Hải Đại Phú (lồng tiếng: Lâm Bảo Toàn)
- Tiết Trung Nhuệ: Khang thân vương
- Đàm Phi Linh: Sách Ngạch Đồ (lồng tiếng: Lương Chí Đạt)
- Hồ Đông: Đa Long (lồng tiếng: Lý Cẩm Luân)
- Viên Minh: Thụy Đống
- Lưu Hiểu Hổ: Trương Khang Niên (lồng tiếng: Trần Đình Hiên)
- Hàn Nguyệt Kiều: Đào Hồng Anh (lồng tiếng: Lôi Bích Na)
- Tôn Lý Hoa: Nhụy Sơ
- Triệu Đạt: Ôn Hữu Đạo
- Triệu Cẩm Đào: Ôn Hữu Phương
- Tô Ngạn: Tiểu Quế tử
- Tang Vĩ Lâm: Triệu Lương Đống (lồng tiếng: Lý Cẩm Luân)
- Nhậm Bảo Thành: Thi Lang (lồng tiếng: Lâm Bảo Toàn)
- Trát Tây: Ngô Chi Vinh (lồng tiếng: Lương Chí Đạt)

### Thiên Địa hội
- Chúc Diên Bình: Trần Cận Nam (lồng tiếng: Đàm Bính Văn)
- Dương Niệm Sinh: Từ Thiên Xuyên
- Cảnh Cương Sơn: Phong Tế Trung (lồng tiếng: Ngũ Bác Dân)
- Lý Minh: Tiền Lão Bản
- Lưu Nãi Nghệ: Huyền Chân đạo nhân (lồng tiếng: Lương Chí Đạt)

### Thần Long giáo
- Viên Uyển: Hồng An Thông (lồng tiếng: Phan Văn Bách)
- Cao Viễn: Mao Đông Châu (lồng tiếng: Hoàng Ngọc Quyên)
- Tần Vệ Đông: Sấu đầu đà (lồng tiếng: Diệp Chấn Thanh)
- Nhan Quán Anh: Bạn đầu đà (lồng tiếng: Hoàng Tử Kính)
- Trương Hành Bình: Vô Căn đạo nhân
- Tập Tiên Phong: Hứa Tuyết Đình
- Hầu Nguyệt Thu: Trương Đạm Nguyệt
- Tô Mậu: Lục Cao Hiên (lồng tiếng: Chu Tử Thông)
- Hình Hán: Vân Tố Mai
- Chu Hiểu Tân: Đặng Bính Xuân
- Lý Na: Liễu Yến (lồng tiếng: Ngũ Tú Hà)

### Mộc vương phủ
- Vương Hiểu Minh: Mộc Kiếm Thanh
- TAE: Lưu Nhất Chu (lồng tiếng: Lôi Đình)
- Ba Đồ: Ngô Lập Thân
- Đào Cát Tân: Liễu Đại Hồng
- Đoan Đoan: Ngao Bưu

### Bình Tây vương phủ
- Đồ Môn: Ngô Tam Quế (lồng tiếng: Lâm Quốc Hùng)
- Chung Lượng: Ngô Ứng Hùng (lồng tiếng: Trần Trác Trí)
- Hầu Kinh Kiện: Dương Dật Chi (lồng tiếng: Lương Vĩ Đức)
- Triệu Cương: Hạ Quốc Tướng

### Trịnh gia Đài Loan
- Kiều Chấn Vũ: Trịnh Khắc Sảng (lồng tiếng: Ngũ Bác Dân)
- Vu Thừa Huệ: Phùng Tích Phạm (lồng tiếng: Lư Quốc Quyền)

### Chùa Thanh Lương
- Lý Thành Nho: Thuận Trị (Hành Si) (lồng tiếng: Lưu Chiêu Văn)
- Đổng Chí Cương: Ngọc Lâm
- Lý Quân: Trừng Quang
- Chu Cương: Hành Điên (lồng tiếng: Trương Bính Cường)

### Thiết Kiếm môn
- Hà Giai Di: Cửu Nạn (lồng tiếng: Thái Huệ Bình)
- Lý Tâm Đồng: A Kỳ (lồng tiếng: Lục Huệ Linh)

### Khác
- Ninh Tĩnh: Trần Viên Viên (lồng tiếng: Thẩm Tiểu Lan)
- Trần Chi Huy: Lý Tự Thành
- Hoàng Tố Ảnh: Thất tỷ
- Kerry Berry Brogan (Khải Thụy): Sofia Alekseyevna (Tô Phi Á) (lồng tiếng: Hoàng Ngọc Quyên)
- Henry: Fedor Golovin (Phí Yếu Đa La)
- Trương Cung: Hồ Dật Chi
- Triệu Tiểu Nhuệ: Mao Thập Bát (lồng tiếng: Chiêu Thế Lượng)
- Mã Tử Tuấn: Hối Thông
- Vương Thanh Luyến: Diêu Hoa
- Hoàng Cách Tuyển: Cát Nhĩ Đan
- Kiều Vũ: Lý Tây Hoa
- Cao Phi: Trang tam thiếu nãi (lồng tiếng: Viên Thục Trân)
- Thẩm Bảo Bình: Quy Tân Thụ (lồng tiếng: Chiêu Thế Lượng)
- Tiểu Hương Ngọc: Quy nhị nương (lồng tiếng: Lâm Đan Phượng)
- Lý Trạch Phong: Quy Chung (lồng tiếng: Tào Khải Khiêm)

## Âm nhạc
- Ca khúc mở đầu:
  - Bản Trung Quốc: Chẩm ma hốt nhiên tựu thành liễu giá dạng (怎麼忽然就成了這樣), nhạc của Trần Đồng, lời của Dụ Hồng, do Trương Tâm trình bày
  - Bản Hồng Kông: Trung gian nhân (中間人), nhạc của Trắc Điền, lời của Lâm Tịch, do Trắc Điền và Cổ Cự Cơ trình bày
- Ca khúc cuối phim:
  - Bản Trung Quốc: Hồi chuyển (回轉), nhạc của Trần Đồng, lời của Dụ Hồng, do Trương Giang trình bày
  - Bản Hồng Kông: Thủy chung hội hành vận (始終會行運) do Cổ Cự Cơ trình bày
- Viên Viên khúc (圓圓曲), nhạc của Trần Đồng, thơ của Ngô Vĩ Nghiệp, do Trương Tâm trình bày
- Bạt căn lô sài hoa (拔根蘆柴花) do Lưu Hiểu Tuyết trình bày

## Tỉ suất người xem
Dưới đây là tỉ suất người xem phim trên Đài truyền hình TVB:
|   | Tuần lễ                               | Tập     | Điểm trung bình | Điểm cao nhất | Tỉ lệ % |
| - | ------------------------------------- | ------- | --------------- | ------------- | ------- |
| 1 | 5–9 tháng 1 năm 2009                  | 1 — 5   | 28              | 30            | 88%     |
| 2 | 12–16 tháng 1 năm 2009                | 6 — 10  | 27              | 29            | 88%     |
| 3 | 19–22 tháng 1 năm 2009                | 11 — 14 | 27              |               | 88%     |
| 4 | 27 tháng 1 năm 2009 (phiên bản 2 giờ) | 15 — 16 | 23              | 25            | 90%     |
| 4 | 28–30 tháng 1 năm 2009                | 17 — 19 | 23              | 25            | 90%     |
| 5 | 2–6 tháng 2 năm 2009                  | 20 — 24 | 29              |               | 89%     |
| 6 | 9–13 tháng 2 năm 2009                 | 25 — 29 | 28              |               | 85%     |
| 7 | 16–20 tháng 2 năm 2009                | 30 — 34 | 27              | 28            | 83%     |
| 8 | 23–27 tháng 2 năm 2009                | 35 — 39 | 27              | 30            | 83%     |
| 9 | 2–5 tháng 3 năm 2009                  | 40 — 43 | 29              | 33            | 86%     |
| 9 | 6 tháng 3 năm 2009 (2 giờ cuối)       | 44 — 45 | 29              | 33            | 86%     |

## Thông tin thêm
- Diễn viên Huỳnh Hiểu Minh vai Vi Tiểu Bảo cũng đóng vai Dương Quá trong Thần điêu đại hiệp (2006). Khi bộ phim casting diễn viên thì khán giả chắc suất nam diễn viên Đặng Siêu sẽ thủ vai Vi Tiểu Bảo vì phong cách diễn hài của anh rất hợp vai nhưng giám chế Trương Kỷ Trung lại chọn Huỳnh Hiểu Minh và ông nói "đã nhìn thấy ở Đặng Siêu sẽ diễn tốt hơn ở bộ phim khác". Và một năm sau, khi ông chế tác Ỷ thiên đồ long ký đã mời Đặng Siêu thủ vai Trương Vô Kỵ.
- Diễn viên Chung Hán Lương vai Khang Hy cũng đóng vai Tiêu Phong trong Thiên long bát bộ (2013).
- Diễn viên Từ Cẩm Giang thủ vai Ngao Bái trong phim này cũng là người thủ vai Ngao Bái trong hai phim khác là Lộc đỉnh ký (bản điện ảnh 1992 của Châu Tinh Trì) và phim Tiểu Bảo và Khang Hy (2000), vai Tạ Tốn trong Ỷ Thiên Đồ Long ký 2003 và vai Âu Dương Phong trong Anh hùng xạ điêu 2008.
- Diễn viên Dương Niệm Sinh vai Từ Thiên Xuyên trong phim này cũng là người thủ vai Huyền Từ phương trượng trong phim Thiên long bát bộ 2003 và vai Lương Tử Ông trong Anh hùng xạ điêu 2003.
- Bộ phim có rất nhiều cảnh nóng nhưng khi lên phim hầu hết các cảnh này đã bị cắt bỏ gây ra cảm giác không liền mạch điều này đã gây tranh cãi cho khán giả. Tuy nhiên khi phát sóng ở châu Phi, tất cả những cảnh nóng đều được phát sóng đầy đủ
- Diễn viên Ứng Thể Nhi (vai A Kha) ngoài đời đã kết hôn với Trần Tiểu Xuân (vai Vi Tiểu Bảo bản 1998).